# Mast Hill
Der Mast Hill (englisch für Fahnenmasthügel) ist ein 14 m hoher Hügel auf der Stonington-Insel in der Marguerite Bay vor der Westküste der Antarktischen Halbinsel. Er ragt am westlichen Ende der Insel auf.
Wissenschaftler auf der sogenannten East Base der United States Antarctic Service Expedition (1939–1941) errichteten hier einen Fahnenmast, was dem Hügel seinen Namen verlieh.